# Pyrenaria johorensis
Pyrenaria johorensis är en tvåhjärtbladig växtart som beskrevs av Hsüan Keng. Pyrenaria johorensis ingår i släktet Pyrenaria och familjen Theaceae. Inga underarter finns listade i Catalogue of Life.